# Hrachia Poghosian
Hrachia Poghosian –en armenio, Հրաչյա Պողոսյան– (5 de marzo de 1999) es un deportista armenio que compite en lucha grecorromana. Ganó una medalla de bronce en el Campeonato Europeo de Lucha de 2023, en la categoría de 63 kg.

## Palmarés internacional
| Campeonato Europeo | Campeonato Europeo | Campeonato Europeo | Campeonato Europeo |
| Año                | Lugar              | Medalla            | Categoría          |
| ------------------ | ------------------ | ------------------ | ------------------ |
| 2023               | Zagreb (Croacia)   | Medalla de bronce  | 63 kg              |